# ACES Colombia
ACES (acronimo di Aerolíneas Centrales de Colombia) era una compagnia aerea con sede nell'Edificio del Cafe a Medellín, in Colombia, e fondata il 30 agosto 1971 da un gruppo di 13 imprenditori colombiani, tra i quali Orlando Botero Escobar e German Peñaloza Arias di Manizales e Luis H. Coulson, Jorge Coulson R., Alberto Jaramillo e Hernán Zuluaga di Medellín.

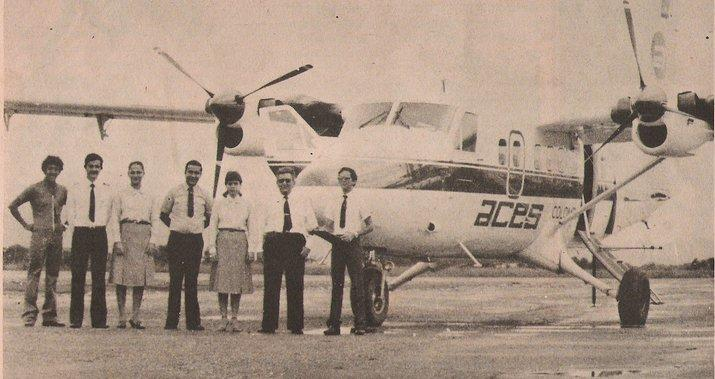
Un de Havilland Twin Otter, uno dei primi aerei della compagnia.

## Storia
Il signor Botero e il signor Peñaloza, considerati i pionieri nei primi giorni dell'aviazione commerciale colombiana, avevano tentato più volte di stabilire un servizio di pendolari tra Manizales e Bogotà. Riuscirono a gestire una piccola compagnia aerea di pendolari con il nome TARCA (acronimo di Taxi Aéreo de Caldas), che venne costretta a chiudere a causa di difficoltà finanziarie. Con il sostegno e il capitale dei nuovi partner di Medellín fondarono l'impresa che sarebbe divenuta ACES. La compagnia aerea iniziò il servizio nel 1972 con velivoli Saunders ST-27 per le rotte Medellín-Bogotà e Manizales-Bogotà, diventando presto una presenza importante nel mercato colombiano. Nel 1976 la compagnia aerea aveva ampliato la sua rete a destinazioni regionali più piccole, per le quali aveva acquistato aerei DHC-6 Twin Otter.

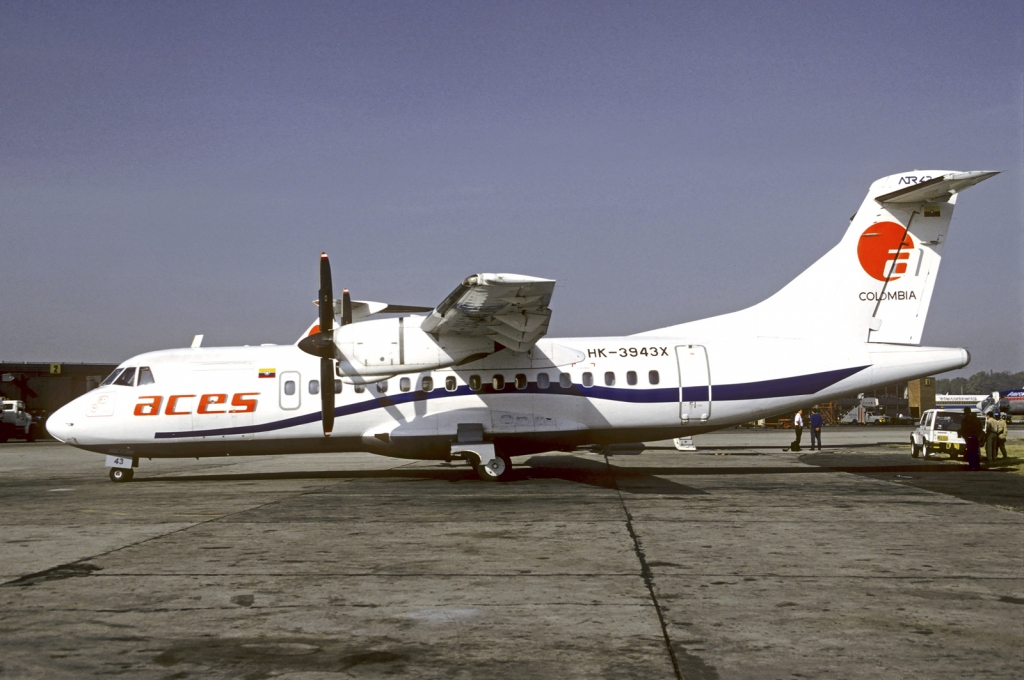
ATR-42 di ACES Colombia, adatto per i voli regionali.

Nel 1981 acquisì il suo primo Boeing 727-100. Cinque anni dopo iniziò ad espandersi con l'acquisizione di ulteriori 727-100 e l'arrivo dei Fairchild FH-227 costruiti su licenza dalla Fairchild negli Stati Uniti e con lievi modifiche. I 727 avevano una capacità di 129 passeggeri e i Fairchild di 44. In questo periodo iniziarono anche i primi voli charter internazionali verso L'Avana, Varadero, Nassau, Freeport, Montego Bay, Puerto Plata, Punta Cana, St. Kitts, St. Maarten, Porlamar e Cancún.

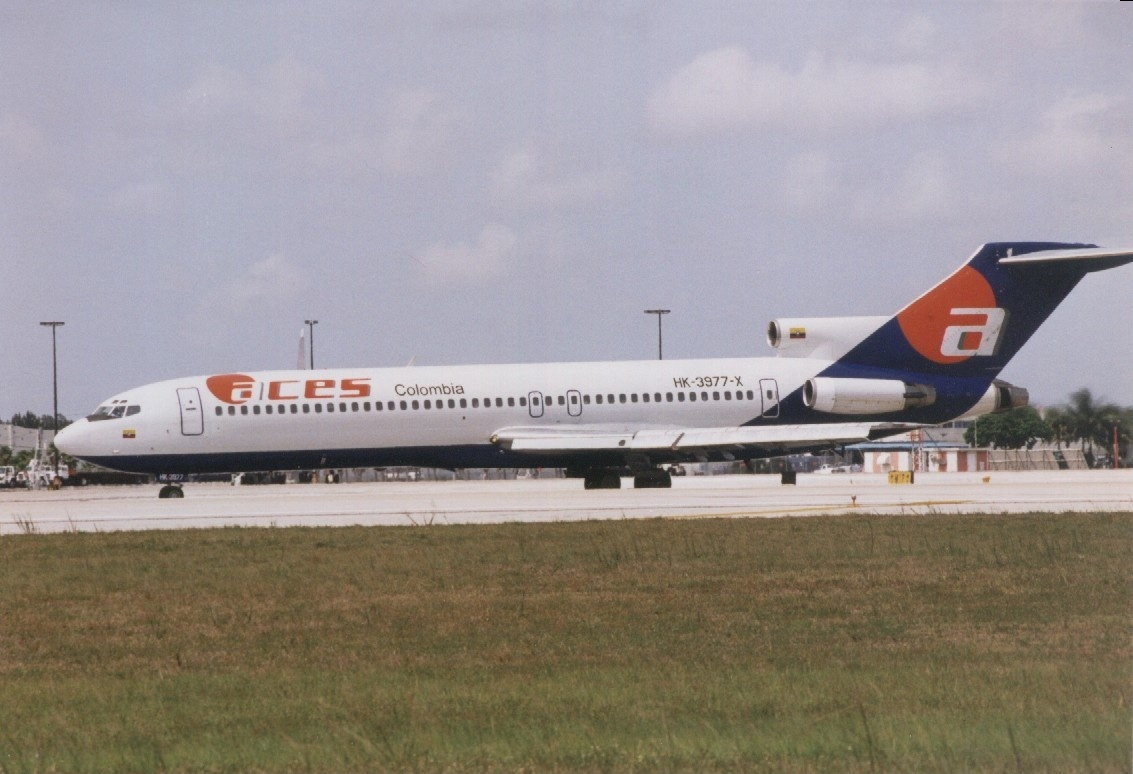
Uno dei tanti 727 nella flotta di ACES Colombia.

Nel 1991 l'ACES aveva ormai completamente sostituito la sua flotta di Fokker F27 Friendship con aerei a turboelica ATR 42 per le sue rotte regionali a corto raggio e il suo Boeing 727-100 con la variante Boeing 727-200 Advanced. Nel 1992 la compagnia ampliò il suo servizio a livello internazionale, operando voli da Medellín e Bogotà a Miami. Poco dopo, Juan Emilio Posada fu nominato CEO e avrebbe mantenuto questa posizione fino alla chiusura della compagnia aerea nel 2003. Alla fine degli anni '90 l'ACES modernizzò la sua flotta acquistando dei nuovissimi Airbus A320, sostituendo i Boeing 727. Furono anche ampliate le sue rotte comprendendo Fort Lauderdale, Quito, Caracas, Cancún (servito come volo charter), Santo Domingo, Punta Cana e San Juan, così come voli interni aggiuntivi all'interno della Colombia.

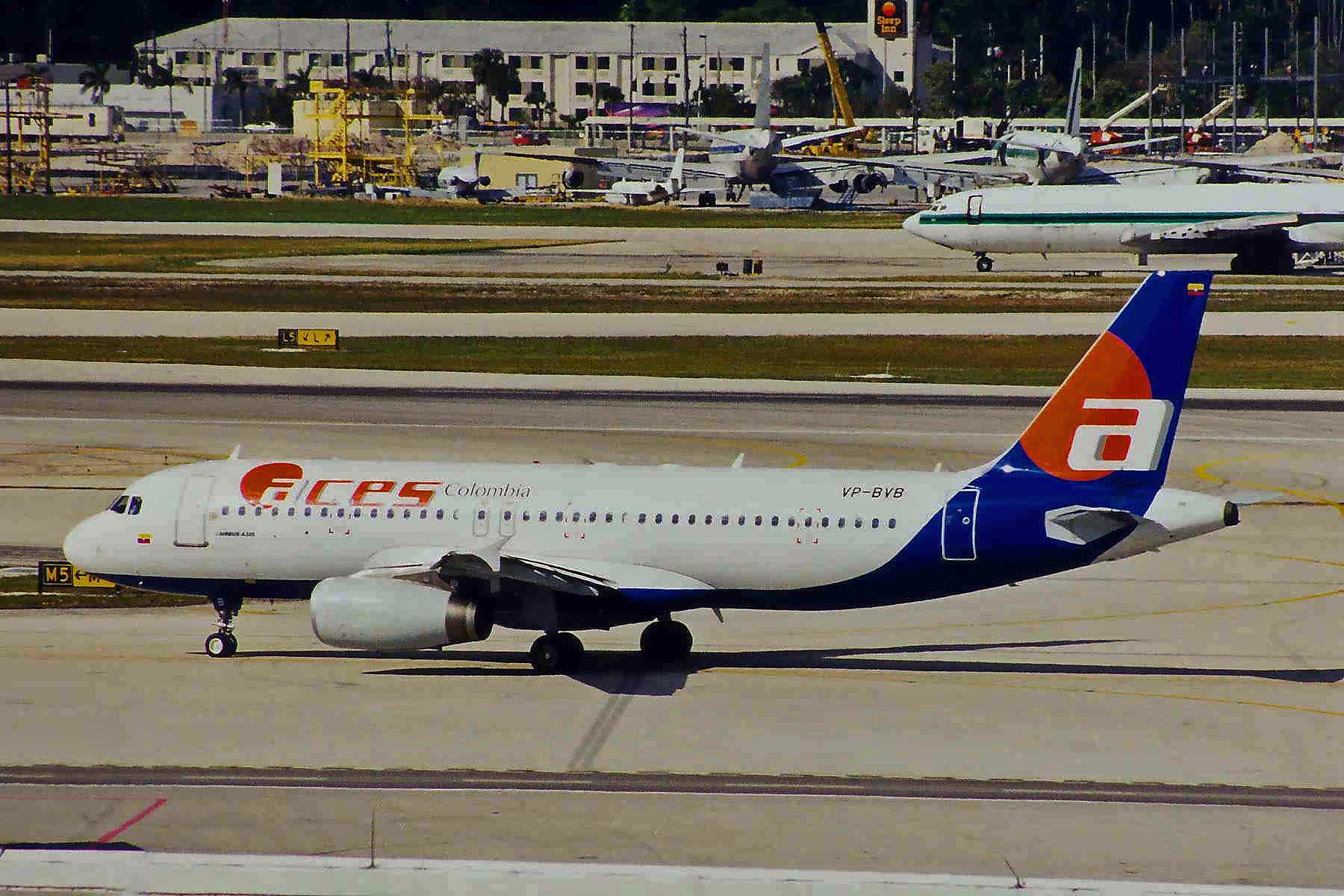
VP-BVB, Airbus A320 di ACES fino alla chiusura della compagnia.

L'ACES creò una cultura aziendale di servizio e puntualità che le avrebbe fatto guadagnare il riconoscimento e la fedeltà dei suoi clienti, con conseguente aumento della sua quota di mercato e dei ricavi nel mercato domestico, dominato per decenni da Avianca. È stata nominata "Miglior compagnia aerea in Colombia" in diverse recensioni del settore e dei clienti. 
Il 20 maggio 2002 l'ACES si fuse con i suoi principali concorrenti, Avianca e SAM, per formare l'Alianza Summa, un'alleanza strategica volta a unire le forze per contrastare le circostanze avverse che l'industria aerea dovette affrontare in Colombia e nel mondo dopo gli attacchi dell'11 settembre. Le operazioni di ACES furono interrotte il 20 agosto 2003, dopo la decisione del consiglio di liquidare la compagnia aerea. Le attività cessarono ufficialmente il 24 ottobre 2003 dopo la liquidazione. Nel novembre 2003 l'Alianza Summa venne sciolta e le rotte di ACES furono rilevate da Avianca.

## Flotta
Dall'agosto 2003 ACES Colombia utilizzava solo questi velivoli:
- Boeing 727-200
- ATR 42-320
- ATR 42-500
- Airbus A320-200

### Flotta storica
- Boeing 727-100
- Fairchild FH-227
- Fokker F27 Friendship
- Fokker F28 Fellowship
- De Havilland Canada DHC-6 Twin Otter
- De Havilland DH.114 Heron
- Saunders ST-27

## Incidenti
- Il 29 novembre 1982 un DHC-6 Twin Otter, immatricolato HK-2536, si schiantò ai piedi della Cordigliera Orientale contro Cerro Pan de Azúcar nel comune di San Juanito, Meta. Il volo è arrivato con un volo regolare da San José del Guaviare e si stava dirigendo a Bogotà sotto il comando del capitano Marino Jiménez e del copilota Ricardo Santacoloma, che persero la vita insieme a 20 passeggeri.
- Il 30 novembre 1996 un altro DHC-6 Twin Otter 148, registrato come HK-2602, si schiantò sul Cerro El Barcino pochi minuti dopo il decollo dall'aeroporto Olaya Herrera. Il volo operava la rotta tra Medellín, Bahía Solano e Quibdó. 14 persone morirono nell'impatto e nel successivo incendio, compreso l'equipaggio comandato dal capitano Juan Carlos Bermúdez López; un solo passeggero sopravvisse, pur riportando ferite gravi.
- L'11 ottobre 2000 un ATR 42-500 registrato VP-BOF e un Boeing 727-200 registrato HK-3998X, entrarono in collisione all'Aeroporto Internazionale El Dorado durante il processo di traino. L'ATR 42 fu dichiarato irrecuperabile dopo l'incidente. Non ci sono stati feriti o vittime durante questo evento.